# Mohamed Sofiane Belrekaa
Mohamed Sofiane Belrekaa, né le 21 mars 1991, est un judoka algérien.

## Palmarès
| Année | Compétition            | Lieu         | Résultat | Catégorie         |
| ----- | ---------------------- | ------------ | -------- | ----------------- |
| 2016  | Championnats d'Afrique | Tunis        | 3e       | Toutes catégories |
| 2018  | Championnats d'Afrique | Tunis        | 1er      | Toutes catégories |
| 2019  | Championnats d'Afrique | Le Cap       | 2e       | Plus de 100 kg    |
| 2019  | Jeux africains         | Rabat        | 2e       | Plus de 100 kg    |
| 2020  | Championnats d'Afrique | Antananarivo | 2e       | Plus de 100 kg    |
| 2021  | Championnats d'Afrique | Dakar        | 2e       | Plus de 100 kg    |
| 2022  | Championnats d'Afrique | Oran         | 1er      | Plus de 100 kg    |
| 2022  | Championnats d'Afrique | Oran         | 1er      | Par équipes       |
| 2022  | Jeux méditerranéens    | Oran         | 2e       | Plus de 100 kg    |